# Christiaan Huygens
Christiaan Huygens (wymowaⓘ [ˈɦœy̆ɣə(n)s], ur. 14 kwietnia 1629 w Hadze, zm. 8 lipca 1695 tamże) – holenderski uczony: matematyk, fizyk teoretyczny i doświadczalny, astronom oraz inżynier-wynalazca. Członek Towarzystwa Królewskiego w Londynie (ang. Royal Society), pracownik Paryskiego Obserwatorium Astronomicznego.

## Życiorys
Huygens zajmował się m.in. probabilistyką, mechaniką klasyczną, optyką, obserwacjami Układu Słonecznego, gwiazd stałych i spekulacjami astrobiologicznymi, a w technice – konstrukcją przyrządów pomiarowych jak zegar wahadłowy czy nowe modele teleskopów i mikroskopów. W mechanice klasycznej zasłużył się dla dynamiki – podał wzór na siłę dośrodkową, okres wahadła o małej amplitudzie i zaobserwował zjawisko synchronizacji wahadeł. W optyce opracował prototyp falowej teorii światła – długo odrzucanej przez autorytet Newtona, zaakceptowanej dopiero w XIX w. dzięki pracom Younga i Fresnela. Huygens stosował w swoim modelu zasadę nazwaną jego nazwiskiem – wyjaśniając podstawy optyki geometrycznej jak odbicie i załamanie światła, a także zjawiska nowe w jego czasach: dyfrakcję odkrytą przez Grimaldiego i dwójłomność opisaną przez Bartholina. Podał też pierwsze oszacowanie prędkości światła w próżni i w powietrzu, opierając się na obserwacjach Rømera, któremu czasem błędnie przypisuje się to osiągnięcie.
W astronomii wsławił się m.in. badaniem pierścieni Saturna, które poprawnie zidentyfikował i opisał, w przeciwieństwie do ich odkrywcy Galileusza. Huygens jako pierwszy znalazł też księżyc tej planety – Tytana. W astronomii pozasłonecznej próbował oszacować odległość gwiazdy Syriusz metodą fotometryczną, która jednak zawiodła, przez co odległości gwiazd pozasłonecznych poznano dopiero w XIX w., dzięki metodzie paralaksy.
Syn Constantijna Huygensa.
W roku 1660 Huygens pojechał do Anglii, a w 1663 został członkiem honorowym londyńskiego Royal Society. W roku 1666 przeniósł się do Paryża, gdzie wykładał na uniwersytecie do 1681 roku. W Paryżu Huygens prowadził badania razem z Gian Domenico Cassini w obserwatorium paryskim. Kiedy poważnie zachorował w roku 1681 powrócił do Hagi.
Huygens zmarł w swoim domu 8 lipca 1695 roku.

## Praca naukowa

### Matematyka
Jako matematyk Huygens zajmował się rozwojem rachunku różniczkowo-całkowego. Podczas swoich matematycznych studiów Huygens opracował również teorię dotyczącą gry w kości, którą opublikował jego nauczyciel matematyki Frans van Schooten w 1657 roku w książce pod tytułem De ludo aleae (łac. „O grze w kości”). Była to jedna z pierwszych prac dotyczących teorii prawdopodobieństwa.

### Fizyka i technika

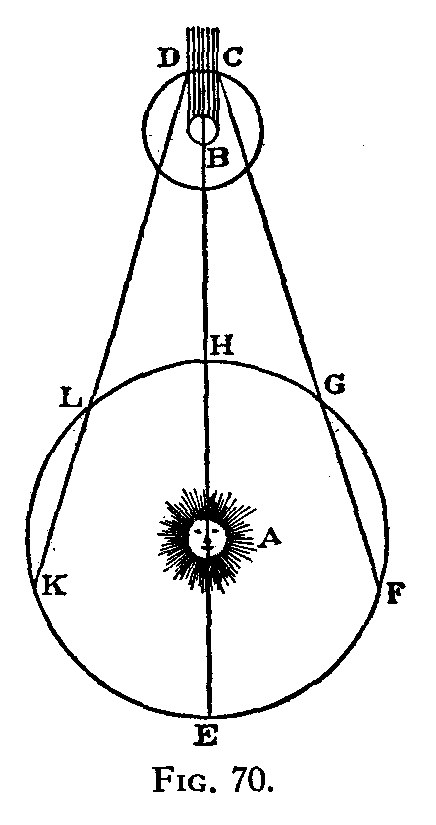
Schemat zaćmień księżyców Jowisza. Ich obserwacje przez Rømera w 1676 pozwoliły mu oszacować czas przelotu światła przez orbitę Ziemi. Na tej podstawie Huygens podał pierwsze oszacowania prędkości światła (w próżni i w powietrzu).

Na polu fizyki prowadził szereg prac dotyczących optyki. Sformułował zasadę Huygensa, która mówi o rozchodzeniu się fal w pobliżu przeszkód. Jego doświadczenia potwierdzały teorię o falowej naturze światła. Badał również zjawisko załamania światła w różnych materiałach.
Huygens współpracował z Antonim van Leeuwenhoekiem. Razem opracowali doskonałe soczewki. Dzięki opanowaniu przez Christiaana zasad optyki Antoni był w stanie wykonać ze szkła oraz kryształu doskonałe soczewki. Pozwoliło to na zbudowanie mikroskopów i teleskopów optycznych. Huygens i Leeuwenhoek prowadzili wspólnie obserwacje żywych komórek.
Jednak Huygensa bardziej interesowały zastosowania teleskopu w astronomii. Dzięki swoim badaniom w optyce opracował przyrządy astronomiczne, w których zredukował aberracje. Obrazy kosmosu stały się dużo bardziej wyraźne.
Korzystając z wykonanych przez Ole Rømera w roku 1676 obserwacji Huygens jako pierwszy obliczył prędkość światła (220 tys. km/s we współczesnych jednostkach). Błąd 25% nie umniejsza wagi tego osiągnięcia, ponieważ od czasów Arystotelesa uważano, że światło ma nieskończoną prędkość.
Huygens był pierwszym, który zajął się budową precyzyjnych zegarów mechanicznych. Zegar wahadłowy został wynaleziony przez Galileusza (wcześniej pierwsze szkice wykonał Leonardo da Vinci), jednak to właśnie Christiaan zbudował pierwsze dokładne zegary wahadłowe. Swoje zegary opisał w książce Horologium oscillatorium z 1658. W 1675 skonstruował ulepszenie mechanizmu zegarowego – balans ze spiralą zastępujący wahadło. Doprowadziło go to do sporu z Robertem Hookiem, który przypisywał sobie pierwszeństwo wynalazku.

### Astronomia
Obserwacje astronomiczne poprzez nowy teleskop doprowadziły Huygensa do odkrycia w roku 1655 księżyca Saturna, który został nazwany Tytan. Jego badania objęły również pierścienie Saturna, co zaowocowało sformułowaniem w roku 1656 hipotezy mówiącej, że zawierają one kosmiczny gruz. W tym samym roku Christiaan zdołał rozdzielić obraz Wielkiej Mgławicy w Orionie na poszczególne gwiazdy. Najjaśniejszy rejon tej mgławicy nosi nazwę Obszar Huygensa. Christiaan prowadził też obserwacje pojedynczych gwiazd, dzięki czemu odkrył, że niektóre z nich tak naprawdę są podwójne.
Huygens był też pionierem szacowania odległości gwiazd od Układu Słonecznego. Założył, że Syriusz jest gwiazdą o takiej samej jasności własnej co Słońce, a różnice w ich jasności na Ziemi wynikają tylko z innych odległości od niej. Porównał jasność Syriusza z jasnością odbicia tarczy Słońca w szklanej kuli. Oszacował odległość tej gwiazdy na ok. 28 000 j.a., czyli kilkunastokrotnie mniej niż przyjęta później odległość.
Huygens był jednym z pierwszych myślicieli, którzy wysunęli ideę życia pozaziemskiego. W swojej książce Odkrycie niebieskich światów: spekulacje dotyczące mieszkańców, roślin i wytworów światów pośród planet wyobraził sobie Wszechświat jako tętniące życiem miejsce. Wyobrażał sobie planety pełne pozaziemskich istot, które tak jak ludzie na XVII-wiecznej Ziemi budują swoje cywilizacje.

## Upamiętnienie
- W kierunku Tytana wystrzelono sondę kosmiczną Cassini, która została wyposażona w lądownik nazwany na jego cześć Huygens. Lądownik wylądował na powierzchni Tytana 14 stycznia 2005 r.
- Na cześć uczonego jedną z planetoid nazwano (2801) Huygens.
- Pomniki Huygensa ma co najmniej pięć niderlandzkich miast: Rotterdam, Delft, Lejda, Haarlem i Voorburg.